# Asterodeia (Gattin des Aietes)
Asterodeia (altgriechisch Ἀστερόδεια Asteródeia) ist in der griechischen Mythologie eine kaukasische Najade.
Bei Apollonios von Rhodos ist sie die Gattin des Aietes und von diesem die Mutter des Absyrtos. Im Scholion zu der Stelle wird sie als eine Tochter des Okeanos und der Tethys bezeichnet, als weiteres Kind wird hier Diophantos genannt.